# Bettina Vardé
Bettina Vardé, née à Buenos Aires (barrio de Flores), le 31 juillet 1969, est une actrice, présentatrice et danseuse argentine, qui s'est produite dans les années 1980 et 90. Elle est intervenue tant à la télévision qu'au théâtre, au cinéma, à la radio.

## Biographie
Ses parents l'inscrivent dès 5 ans à l'école de théâtre de Guillermo Battaglia (es). Elle se forme ensuite à l'Escuela Municipal de Arte Dramático. 
Elle se produit au Teatro Maipo avc des artistes comme José Marrone (en), Antonio Gasalla (en), Jorge Porcel (en), Moria Casán (en), Estela Raval (en), Raúl Lavié (en), et Juan Carlos Mesa (en). 
Elle se produit aussi à la télévision avec Tato Bores dans le programme Tato, en busca de la vereda del sol, sur El Trece pour Buenos Aires. Elle participe aussi aux émissions Matrimonios y algo más (es) ou  El Precio del Poder I y II, Amores (d'Alejandro Doria). Elle se produit aussi sur les scènes du Chili et du Pérou. Elle pose dans l'édition argentine de Playboy de septembre 1992, avec d'autres présentatrices de télévision, après avoir fait la couverture d'octobre 1990 de la même édition.
A la fin des années 1990, elle fait une pause dans sa carrière pour la naissance de son fils. 
Elle anime à nouveau des émissions à la télévision et la radio dès les années 2000. Elle se prête à la publicité, par exemple elle est présente au 8° salon international de l'automobile, à Buenos Aires, en juin 2017.

## Théâtre
- 1980 : A esta revista le falta un tornillo, mise en scène de Hugo Sofovich
- 1984 : La patota revistera, mise en scène de Hugo Sofovich, au Teatro Tabarís
- 1984 : La revista del paro general, mise en scène de Hugo Sofovich, au Teatro Tabarís
- 1985 : Bombas las del Tabarís, mise en scène de Hugo Sofovich, au Teatro Tabarís
- 1986 : Al fin juntos!
- 1987 : Gasalla es el Maipo y el Maipo es Gasalla, mise en scène d'Antonio Gasalla, au Teatro Maipo
- 1988 : El show de la Rossetto avec Cecilia Rossetto
- 1989 : Aquí está el show, mise en scène de Hugo Sofovich
- 1990 : Noche de gatos
- 2014 : Entre amigos, au Teatro Bar Eloisa

## Télévision
- 1989 - 1990 : Atrévase a soñar de Berugo Carámbula, sur Canal 9, Libertad
- 1989 : Monumental Moria avec Moria Casán, sur Canal 9, Libertad
- 1989 : La familia Benvenuto (es), de  Guillermo Francella, sur Canal 11, Telefe
- 1990 : Personas y personajes sous la direction de José María Paolantonio, sur Canal 7
- 1990 : Tato en busca de la vereda del sol (es), avec Tato Bores, sur Canal 13, Artear
- 1991 : Buenos Aires háblame de amor, série télévisée de Ricardo Darín, sur Canal 7
- 1991 : Los Libonatti, de Rodolfo Cela, sur Canal 9, Libertad
- 1991 : El gordo y el flaco avec Juan Carlos Mesa, surCanal 11, Telefe
- 1991 : Detective de señoras, de Hugo Moser, sur Canal 13, Artear
- 1991 : ¡Grande, pa! (es) avec Arturo Puig, sur Canal 11, Telefe
- 1991 : Amigos son los amigos, sur Canal 11, Telefe
- 1992 : Las hormigas, de Juan Carlos Mesa, sur Canal 7
- 1992 : Las mellizas Rivarola de Hugo Moser, sur Canal 7
- 1992 : Patear el tablero, sur Canal 9, Libertad
- 1992 : El precio del poder I, de Hugo Moser, sur Canal 9, Libertad
- 1992 : Sex a pilas, de  Jorge Guinzburg, sur Canal 13, Artear. Buenos Aires
- 1992 : Antonella (es), série télévisée avec Andrea del Boca, sur Canal 13, Artear
- 1993 : Primer amor, série télévisée d'Alfredo Galiñanes, sur Canal 9, Libertad
- 1993 : Vivo con un fantasma sur Canal 13, Artear
- 1993 : Gerente de familia (es), avec Arnaldo André, sur Canal 13, Artear
- 1994 : Solo para parejas, sous la direction de Mario Marenco, sur Canal 9, Libertad
- 1994 : Peor es nada, de  Jorge Guinzburg, sur Canal 13, Artear
- 1995 : La hermana mayor, sur Canal 11, Telefe
- 2002 : El Precio del Poder II: El sillón de Rivadavia, série télévisée d'Hugo Moser, sur Canal 2, dans 19 épisodes.
- 2013 - 2014 : 1+1=3, sous la direction de Santiago Cuneo et Nora Briozzo, sur Canal Metro

## Filmographie
- 1986 : El telo y la tele (es) de Hugo Sofovich
- 1986 : Correccional de mujeres d'Emilio Vieyra
- 1989 : Bañeros II, la playa loca de Carlos Galettini
- 1989 : Aquí está el show  de Hugo Sofovich

## Radio
- 2012 - 2014 : Uno más uno:Tres, animatrice, sur Radio Cadena Uno (AM 1240)
- 2015 - 2016 : La mesa 830, animatrice, sur Radio del Pueblo (AM 830)

## Hors Argentine

### Pérou
- Requetetulio, comédie télévisée, de Tulio Loza
- Cholíbiris, au théâtre, mise en scène de Tulio Loza

### Chili
- El Show de la Rossetto, mise en scène de Cecilia Rossetto
- Teatro Casino de Viña del Mar.